# Župeča vas
Župeča vas – wieś w Słowenii, w gminie Brežice. W 2018 roku liczyła 203 mieszkańców.